# Xiaomi SU7
El Xiaomi SU7 (xinès simplificat i tradicional: 小米SU7, pinyin: Xiǎomǐ SU7) és una berlina elèctrica de mida completa amb bateria desenvolupada per l'empresa xinesa Xiaomi. És el primer vehicle de Xiaomi, i està fabricat sota contracte per BAIC Off-road a Pequín. Es va anunciar el desembre de 2023, amb els lliuraments als clients per al mercat xinès previstes per al febrer de 2024.
El SU7 està disponible en dues versions, a saber, el SU7 i el SU7 Max. Segons Xiaomi, «SU» significa «Speed Ultra», i el número 7 indica el segment de mercat del cotxe.

## Història
Xiaomi va anunciar la seva intenció d'entrar al mercat de vehicles elèctrics el març de 2021. El CEO de Xiaomi, Lei Jun, va afirmar que la companyia invertiria 10.000 milions de iuans (1.400 milions de dòlars EUA) en el projecte. Xiaomi Automobile es va establir el 2021, amb seu a la Zona de Desenvolupament Econòmic i Tecnològic de Beijing. L'empresa va rebre el permís per produir vehicles de la Comissió Nacional de Desenvolupament i Reforma de la Xina l'agost de 2023.
La producció del SU7 va començar el desembre de 2023. Es va presentar el 28 de desembre de 2023.

## Disseny

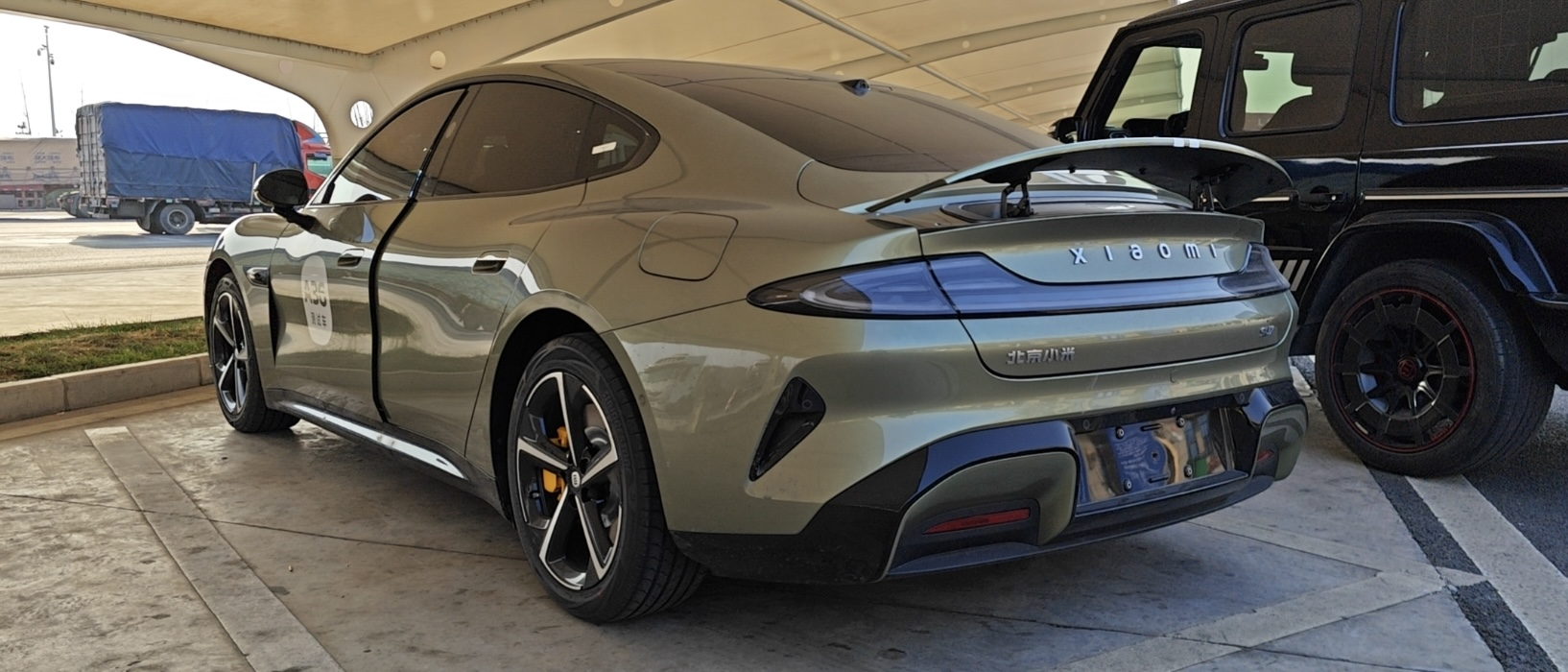
Part posterior del Xiaomi SU7.

El SU7 es va desenvolupar amb el nom en clau MS11. L'equip de disseny estava dirigit pel dissenyador en cap Li Tianyuan, que va ser robat de BMW. Segons Lei Jun, va rebutjar tres propostes de disseny per problemes de durabilitat. Xiaomi va comparar el cotxe amb el Porsche Taycan i el Tesla Model S.
El sedan està equipat amb suspensió pneumàtica amb amortidors adaptatius, una reixa de persiana activa i un aleró posterior actiu amb quatre nivells d'ajustament. La companyia afirma que el coeficient d'arrossegament del SU7 és el més baix del món amb 0,195.
El SU7 està equipat amb un centre d'informació d'entreteniment amb pantalla tàctil de 16,1 polzades amb resolució 3K. El sistema d'infoentreteniment funciona amb un sistema en xip (SoC) Qualcomm Snapdragon 8295 i es basa en el programari HyperOS. Un sistema d'assistència al conductor marca Xiaomi Pilot amb 16 funcions és estàndard. Utilitza dos SoC del sistema Nvidia Drive Orin.
El SU7 utilitza molts proveïdors internacionals per a les seves peces, com Bosch, Brembo, Continental, ThyssenKrupp, ZF Friedrichshafen, Benteler, Schaeffler Group i Nexteer Automotive.

## Especificacions
El SU7 està construït amb una arquitectura elèctrica de 800 volts amb un màxim de 871 volts. L'empresa comercialitza els motors elèctrics utilitzats pel SU7 com a «HyperEngine V6 Series». La base SU7 amb tracció posterior funciona amb 400 volts amb una potència nominal de 220 kW (295 hp; 299 PS) i 400 N·m (40.8 kg·m; 295 lb·ft). El SU7 Max amb tracció total funciona a 800 volts i proporciona un total de 495 kW (664 hp; 673 PS) i 500 N·m (51.0 kg·m; 369 lb·ft).

## Rebuda
A les 24 primeres hores en el mercat, tenien 90.000 reserves, entregant més de 10.000 al mes inicialment. Els objectius inicials del fabricant Xiaomi eren de vendre 100.000 vehicles, xifra a la que arribaren en tres mesos.